# 陳錦全
陳錦全（1964年－），出生在台中市南屯區，中華民國退役陸軍中校，為陸軍官校專科班第五期入伍訓第一名，獲頒陸軍總部績學獎狀，暨該期首位獲得陸軍官校專科班校友會之首屆「傑出校友獎章」得主；退役後創立「行義團」及「網路文物館」，並擔任臺中市街頭藝人與 YouTuber。

## 軍旅表現
1982年以入伍訓練全期第一名成績進入陸軍官校專科班第五期，1984年畢業。服役期間曾任連長、動員科長、後管科長等職務，並參與1999年九二一大地震救災。軍中獲頒：國防部軍紀優勝榮譽章及紀念錶  、內政部及台中縣政府役政楷模、總統府「九二一震災救援紀念章」、警備總部及軍管區司令部優秀軍官，與多項軍文職勳獎等榮譽。

## 公眾服務與文史推廣
2012年創立「行義團」，倡導「無形布施」並偕同退役軍人參與創世基金會、家扶中心、德蘭啟智中心等公益活動。
同年架設「專五期網路文物館」，推動專五期校友歷史資料數位化與公開展示。

因軍中優良表現與服務校友，獲頒陸官專科班校友會首屆傑出校友獎章。

## 街頭藝人與影音創作
2018年取得臺中市街頭藝人證照，經常於商圈、公園及活動演唱臺語流行歌曲與演歌，並透過表演與民眾互動。  
經營 YouTube 頻道，以懷舊金曲翻唱及街頭表演紀實為主，截至2025年訂閱數突破7,000人，總觀看次數逾300萬。

## 外部連結
- 陳錦全的 YouTube 頻道（@cncncn）
- 東吳大學應用程式邏輯解決生活大小事學程比序成績第1／198名－陳錦全略傳